# Kingsnorth
Kingsnorth es una parroquia civil y un pueblo del distrito de Ashford, en el condado de Kent (Inglaterra).

## Geografía
Según la Oficina Nacional de Estadística británica, Kingsnorth tiene una superficie de 12,46 km².

## Demografía
Según el censo de 2001, Kingsnorth tenía 6709 habitantes (50,53% varones, 49,47% mujeres) y una densidad de población de 538,44 hab/km². El 25,86% eran menores de 16 años, el 71,13% tenían entre 16 y 74 y el 3,01% eran mayores de 74. La media de edad era de 32,84 años. Del total de habitantes con 16 o más años, el 22,26% estaban solteros, el 66,45% casados y el 11,3% divorciados o viudos.
El 94,87% de los habitantes eran originarios del Reino Unido. El resto de países europeos englobaban al 1,83% de la población, mientras que el 3,29% había nacido en cualquier otro lugar. Según su grupo étnico, el 97,18% eran blancos, el 1,21% mestizos, el 0,73% asiáticos, el 0,52% negros, el 0,19% chinos y el 0,12% de cualquier otro. El cristianismo era profesado por el 77,06%, el budismo por el 0,1%, el hinduismo por el 0,22%, el judaísmo por el 0,1%, el islam por el 0,45%, el sijismo por el 0,12% y cualquier otra religión por el 0,09%. El 15,08% no eran religiosos y el 6,77% no marcaron ninguna opción en el censo.
3656 habitantes eran económicamente activos, 3553 de ellos (97,18%) empleados y 103 (2,82%) desempleados. Había 2487 hogares con residentes, 42 vacíos y 11 eran alojamientos vacacionales o segundas residencias.